# Aditi

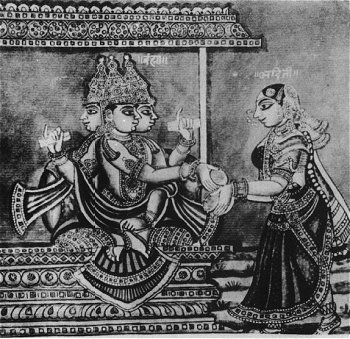
Brahma et Aditi (illustration du XIXe siècle).

Aditi (devanāgarī : अदिति ; sanskrit a-diti : « sans limite », « déliement », « liberté ») est dans la mythologie hindoue la déesse mère « personnifiant la Nature indivise, l'espace sans limites, l'énergie universelle pure et libre ». 

## Mythes
Aditi apparaît dans le Rig-Véda, une des plus anciennes collections d'hymnes sacrés de l'Inde antique, et est, selon les traditions, la mère de sept à douze dieux et déesses de l'hindouisme (les Adityas) comme Agni, Surya et Indra. Plusieurs passages du Rig-Véda identifient Aditi à la Terre, ce qui explique sa maternité, son identification à une vache laitière et le fait qu'elle ait conçu avec le Ciel le Soleil Sūrya. Aditi, est ainsi parfois identifiée à la Terre, Prithvi, parfois différenciée. 
Elle est aussi considérée comme l'épouse de Kāśhyapa. Vishnou serait leur fils (Mahabharata),.
Elle est, de par son nom, la « libératrice » invoquée pour obtenir le « déliement » (à-diti-). Mère des Ādityas, dieux de la « religion de la vérité » qui incarnent les principaux liens sociaux (Mitra, « Contrat d'amitié », etc.). Ces liens nécessaires à la cohésion de la société constituent une menace pour le fidèle qui les viole, même involontairement. C'est la raison pour laquelle on demande à leur mère une protection contre leur éventuel courroux. 
Au-delà de cet aspect mythologique, Aditi représente également la conscience centrale, la conscience du Divin (dans la tradition du yoga), et le point focal de toute émanation de la conscience intégrale : « La Mère divine est l'œil de la Connaissance. Elle trône là au milieu du front des rishis, de ceux qui voient la Vérité. Mais Son pouvoir et Sa présence s'étendent à tout ce qui est. »
Aditi, la Mère Suprême, est la conscience différenciée qui apparaît « lorsqu'une infime parcelle de la Conscience inaltérable de Brahman se condense (...) ; [c'est] la Conscience de Brahman à Son premier degré de projection. »
Chez l'homme, « Aditi se situe au sommet de la tête, au-dessus de l’œil gauche qui est l’œil sattvique de la vision spirituelle. Les sages parvenus au suprême samâdhi demeurent en Elle ».